# Szigorúan piszkos ügyek 2.
A Szigorúan piszkos ügyek 2 (Infernal Affairs II, hagyományos kínai:無間道II, egyszerűsített kínai:无间道II) egy 2003-ban bemutatott hongkongi-kínai-szingapúri akciófilm, melynek rendezője Andrew Lau és Alan Mak. A film a három részes sorozat második része, a 2002-es Szigorúan piszkos ügyek folytatása.
Főszereplői Anthony Wong, Eric Tsang, Edison Chen, Shawn Yue és Chapman To az első részben is játszottak, míg az első rész főszereplői közül Tony Leung Chiu-wai és Andy Lau nem jelennek meg a filmen, karakterük fiatal alakítói Edison Chen és Shawn Yue.

## Szereplők
- Edison Chen – Lau Kin Ming
- Shawn Yue – Chen Wing Yan
- Anthony Wong Chau-sang – SP Wong
- Francis Ng – Ngai Wing-Hau
- Eric Tsang – Sam
- Carina Lau – Mary

## Fogadtatás
A film 24 919 376 hongkongi dollár bevételt szerzett, mely jelentős a 2003-as hongkongi filmek elért bevétele mellett, de csak fele az első rész által elért összegnek.
A sorozat második része négy díjat, valamint további 11 jelölést tudhatott magáénak. A Changchun filmfesztiválon, az ázsiai–csendes-óceáni filmfesztivál, a Hong Kong Film Awards és  Hong Kong Film Critics Society Awards díjkiosztóin sikerült nyernie.
A PORT.hu kritikája szerint a trilógia második része kevésbé visszafogott, viszont véresebb és hatásvadászabb, mint az első rész. Egyes jeleneteit azonban túl érzelmesnek, túl patetikusnak véli a kritika írója.